# طواف ألميريا 2017
طواف ألميريا 2017 (بالإنجليزية: 2017 Clásica de Almería)‏ هو سباق دراجات هوائية، وهو الموسم رقم 30 من نفس السباق، وأقيم في 12 فبراير 2017، وامتدّ لمسافة 190.9 كيلومتر، وهو أحد سباقات طواف أوروبا للدراجات 2017، وهو من نوع سباق يوم واحد، وقد شارك في السباق 118 متسابقاً ووصل إلى نهايته 109 متسابقاً.
فاز فيه بالمركز الأول ماغنوس كورت نيلسن، وبالمركز الثاني روديجر سليج، وبالمركز الثالث ينس ديبوشار.

## الفرق
| فرق عالمية (6)- Bahrain-Merida - Bora-Hansgrohe - Katusha-Alpecin - Lotto-Soudal - Movistar Team - Orica-Scott فرق قارية محترفة (9)- كاجا رورال-سيغوروس 2017 ‏ - CCC Development Team ‏ - Cofidis, Solutions Crédits - Direct Énergie - غازبروم روسفيلو ‏ - رومبوت تشارلز ‏ - سبورت فلاندرين بالويس 2017 ‏ - Verandas Willems-Crelan ‏ - Wanty-Groupe Gobert فرق قارية (2)- موسم برجس بي إتش 2017 ‏ - موسم يوسكادي مورياس 2017 ‏ |  |
| |  |

## التصنيف العام النهائي
| التصنيف العام | التصنيف العام       | التصنيف العام | التصنيف العام               | التصنيف العام |        |
| الدراج        | الدراج              | البلد         | الفريق                      | الوقت         | السرعة |
| ------------- | ------------------- | ------------- | --------------------------- | ------------- | ------ |
| 1.            | ماغنوس كورت نيلسن   | الدنمارك      | أوريكا سكوت                 | 4 س 31 د 22 ث |        |
| 2.            | روديجر سليج         | ألمانيا       | بورا هانسغروه               | + 0 ث         |        |
| 3.            | ينس ديبوشار         | بلجيكا        | لوتو سودال                  | + 0 ث         |        |
| 4.            | كارلوس باربيرو      | إسبانيا       | موفيستار                    | + 0 ث         |        |
| 5.            | أموري كابيو         | بلجيكا        | Sport Vlaanderen-Baloise    | + 0 ث         |        |
| 6.            | بابتيست بلانكايرت   | بلجيكا        | كاتوشا ألبيسين              | + 0 ث         |        |
| 7.            | ماسيج باتيرسكي      | بولندا        | CCC Sprandi Polkowice       | + 0 ث         |        |
| 8.            | دانيال لوبيز (دراج) | إسبانيا       | Burgos BH                   | + 0 ث         |        |
| 9.            | ريمون كريدر         | هولندا        | Roompot-Nederlandse Loterij | + 0 ث         |        |
| 10.           | جوناس فان جينشتن    | بلجيكا        | كوفيديس                     | + 0 ث         |        |

## وصلات خارجية
- الموقع الرسمي
- طواف ألميريا 2017 على موقع إحصائيات الدراجات الإحترافية (الإنجليزية)